# Setifer setosus
Genre
Espèce
Statut de conservation UICN

 LC  : Préoccupation mineure
Le Grand hérisson tenrec (Setifer setosus), ou Sokina, est un petit mammifère terrestre qui appartient à l'ordre des Afrosoricidés. C'est la seule espèce du genre Setifer.
Il est endémique de Madagascar où, sur les Hauts-Plateaux Imerina, leur consommation est « fady », c'est-à-dire tabou.
Contrairement à d'autres Tenrecinae comme ceux du genre Hemicentetes, il n'a pas la capacité de perdre ses épines. Il peut en revanche se mettre en boule.

## Systématique
Les noms valides complets (avec auteurs) de ces taxons sont Setifer Froriep, 1806 et Setifer setosus (Schreber, 1778).
Le genre Setifer a pour synonyme :
- Ericulus Saint Hilaire, 1837

L'espèce Setifer setosus a pour synonyme :
- Erinaceus setosus Schreber, 1778 (protonyme[4])